# Hyphus lourensi
Hyphus lourensi là một loài bọ cánh cứng trong họ Cerambycidae.